# Dario Smoje
Dario Smoje (Rijeka (Kroatië), 19 september 1978) is een Kroatisch voetballer die bij voorkeur als verdediger speelt.
Smoje stroomde op zeventienjarige leeftijd door uit de jeugd van NK Rijeka, dat hem in 1997 verkocht aan  AC Milan. Daar kon hij nooit definitief doorbreken. Het bleef bij vier wedstrijden in de Serie A. Een jaar daarop verhuisde hij naar de toenmalige Italiaanse middenmoter AC Monza. Daarna volgden periodes bij Ternana en Dinamo Zagreb. In 2003 verhuisde hij naar stadsgenoot NK Zagreb.
Smoje tekende in 2004 bij KAA Gent. De speler werd een vaste waarde in de Gentse verdediging. In 2008-2009 was hij geen basispion meer bij KAA Gent en de club besloot om zijn contract niet te verlengen. Hierop trok Smoje naar Panionios. Op 9 september 2010 ondertekende hij een contract bij NK Hrvatski Dragovoljac.

## Statistieken

### Internationale wedstrijden
| #      | Datum           | Wedstrijd           | Uitslag | Soort Wedstrijd   | Goals |
| ------ | --------------- | ------------------- | ------- | ----------------- | ----- |
| 1.     | 9 februari 2003 | Kroatië – Macedonië | 2 – 2   | Vriendschappelijk | 0     |
| Totaal | Totaal          | Totaal              | Totaal  | Totaal            | 0     |